# Хеноподиаструм
Хеноподиаструм (лат. Chenopodiastrum) — род растений семейства Амарантовые (Amaranthaceae), распространённый в Евразии, Северной и Восточной Африке, Австралии и Северной Америке.

## Ботаническое описание
Однолетние травянистые растения. Стебель прямой или восходящий. Листья очерёдные, треугольные, яйцевидные или ромбические, черешковые.
Цветки диморфные, обоеполые или пестичные, собраны в компактные или рыхлые, конечные и пазушные, метельчатые или колосовидные соцветия. Долей околоцветника 5, сросшиеся на ⅓—⅔, с отчётливой средней жилкой. Тычинок 5. Стилодиев 2. Плоды односемянные, 1,3—2,5 мм в диаметре; околоплодник перепончатый. Семена дисковидные, чёрные.

## Виды
Род включает 7 видов:
- Chenopodiastrum badachschanicum (Tzvelev) S.Fuentes, Uotila & Borsch — Хеноподиаструм бадахшанский
- Chenopodiastrum coronopus (Moq.) S.Fuentes, Uotila & Borsch
- Chenopodiastrum erosum (R.Br.) Uotila
- Chenopodiastrum fasciculosum (Aellen) Mosyakin
- Chenopodiastrum gracilispicum (H.W.Kung) Uotila
- Chenopodiastrum hybridum (L.) S.Fuentes, Uotila & Borsch — Хеноподиаструм гибридный
- Chenopodiastrum murale (L.) S.Fuentes, Uotila & Borsch typus — Хеноподиаструм постенный
- Chenopodiastrum simplex (Torr.) S.Fuentes, Uotila & Borsch